# James Irvin
James Lee Irvin (Huntington Beach, 12 de setembro de 1978) é um atleta estadunidense de artes marciais mistas, que compete na categoria de peso-médio, meio-pesado e pesado, sendo ex-campeão do World Extreme Cagefighting.

## Carreira
Em 2 de abril de 2008, Irvin lutou contra Houston Alexander como luta de abertura da transmissão de TV de UFC Fight Night: Kenny Florian vs Joe Lauzon, nocauteando Alexander com um superman punch em oito segundos. Esses nocaute era considerado o mais rápido da história do UFC, até o UFC 102, quando Todd Duffee quebrou o record com7 segundos.
Irvin era esperado para enfrentar Rashad Evans no UFC 85 em Londres, Inglaterra mas sustentou um machucado para não poder lutar.
Quando o campeão do UFC Anderson Silva faria sua estréia nos pesos pesados médios,  Irvin tornou-se seu adversario após quarto lutadores desistirem da luta. UFC: Silva vs Irvin foi intencionalmente marcado para 19 de Julho de 2008 para ser exibido no mesmo dia e horário de Affliction: Banned. Apesar de Irvin ser um lutador maior e mais experiente, ele era considerado como facil. Após um minuto do Segundo round,  Silva segurou um chute dado por Irvin e o derrubou com  a mão direito. Silva então seguiu com uma rajada de socos que nocauteou o adversário. Apos tudo, Irvin deu teste positivo metadona e oxymorphone. Irvin depois admitiu ter usado drogas, alegando que ele havia começado a tomar analgésicos para tratamento das lesoes, acabando por se tornar viciado.
Irvin era esperado para retornar no UFC 98 contra Drew McFedries, fazendo suan estréia nos pesos médios.  Entrementes, desistiu por ter rompido o menisco. Irvin recentemente machucou o joelho, sendo obrigado a desistir da luta contra Wilson Gouveia no UFC 102. Esse é o segundo evento cancelado devido ao mesmo machucado.
Irvin então comfirmou que iria retornar ao UFC em Março, e foi agendado para o UFC LIVE: Vera vs. Jones onde finalmente fez sua estréia nos pesos médios contra Alessio Sakara.  Irvin foi derrotado apos lever um soco no olho. Ele cobriu-se e chamou o juiz, alegando o golpe. O replay mostrou que Sakara desferiu um golpe legal no olho de Irvin, e a luta treminou com a vitória por TKO de Sakara.
Irvin retornou para os pesos pesados contra Igor Pokrajac em 1 de Agosto de 2010 no UFC on Versus 2. Na metade do primeiro período, Irvin foi derrubado e batido com o ombro de Pokrajac assim que chegou ao chão. Visivelmente grogue, Irvin rolou pelo chão e foi finalizado com um mata leão.
Irvin foi dispensado pelo UFC apos sua derrota para Pokrajac, sua terceira derrota seguida. O presidente do  UFC, Dana White, foi cortez com o lutador e afirmou que esperava ve-lo na competição novamente.

## Independente
Após sua dispensa do UFC, UFC, Irvin derrotou Angel DeAnda em Roseville, Califórnia em 2 de outubro de 2010 em um evento da Rebel Fights por KO ganhando o Campeonato de Pesos pesados da Rebel.

## Cartel no MMA
-
| Res.    | Cartel    | Oponente          | Método                                         | Evento                                      | Data       | Round | Tempo | Local                   | Notas                                        |
| ------- | --------- | ----------------- | ---------------------------------------------- | ------------------------------------------- | ---------- | ----- | ----- | ----------------------- | -------------------------------------------- |
| Derrota | 17-10 (2) | Scott Rosa        | Nocaute Técnico (joelhadas e socos)            | Gladiator Challenge: Star Wars              | 29/04/2012 | 2     | 1:35  | San Jacinto, California |                                              |
| Vitória | 17-9 (2)  | Mike LaFlair      | Finalização (chave de braço)                   | Gladiator Challenge: Ringside               | 30/03/2012 | 1     | 1:22  | Lincoln, Califórnia     |                                              |
| Vitória | 16-9 (2)  | Geovantie Davis   | Nocaute (socos)                                | Gladiator Challenge: Bombs Away             | 26/02/2012 | 1     | 1:34  | San Jacinto, California |                                              |
| Derrota | 15-9 (2)  | Mamed Khalidov    | Finalização (chave de braço)                   | KSW 15                                      | 19/03/2011 | 1     | 0:33  | Varsóvia                |                                              |
| NC      | 15-8 (2)  | Mike Crisman      | Sem resultado (joelhada ilegal)                | GC: Young Guns 4                            | 29/01/2011 | 1     | 3:32  | Elko, Nevada            | Irvin aplicou uma joelhada ilegal em Crisman |
| Derrota | 15–8 (1)  | Jorge Oliveira    | Finalização (triângulo)                        | TPF 7                                       | 02/12/2010 | 1     | 1:33  | Lemoore, California     | Testou positivo para trembolona.             |
| Vitória | 15–7 (1)  | Angel DeAnda      | Nocaute (soco)                                 | Rebel Fights - Domination                   | 02/10/2010 | 1     | 1:42  | Roseville, Califórnia   | Venceu o Título Peso Pesado do Rebel Fights. |
| Derrota | 14–7 (1)  | Igor Pokrajac     | Finalização (mata leão)                        | UFC Live: Jones vs. Matyushenko             | 01/08/2010 | 1     | 2:29  | San Diego, California   | Retorno aos Meio Pesados.                    |
| Derrota | 14–6 (1)  | Alessio Sakara    | Nocaute Técnico (soco)                         | UFC Live: Vera vs. Jones                    | 21/03/2010 | 1     | 3:01  | Broomfield, Colorado    | Estréia no Peso Médio.                       |
| Derrota | 14–5 (1)  | Anderson Silva    | Nocaute (socos)                                | UFC Fight Night: Silva vs. Irvin            | 19/07/2008 | 1     | 1:01  | Las Vegas, Nevada       |                                              |
| Vitória | 14–4 (1)  | Houston Alexander | Nocaute (socos)                                | UFC Fight Night: Florian vs. Lauzon         | 02/04/2008 | 1     | 0:08  | Broomfield, Colorado    | Nocaute da Noite.                            |
| Vitória | 13–4 (1)  | Luiz Cané         | Desqualificação (joelhada ilegal)              | UFC 79: Nemesis                             | 29/12/2007 | 1     | 1:51  | Las Vegas, Nevada       | Cané acertou uma joelhada com Irvin no chão. |
| Derrota | 12–4 (1)  | Thiago Silva      | Nocaute Técnico (interrupção)                  | UFC 71: Liddell vs. Jackson                 | 26/05/2007 | 1     | 1:06  | Las Vegas, Nevada       |                                              |
| Vitória | 12–3 (1)  | Hector Ramirez    | Nocaute Técnico (chute no corpo e cotoveladas) | UFC 65: Bad Intentions                      | 18/11/2006 | 2     | 2:36  | Sacramento, California  |                                              |
| Vitória | 11–3 (1)  | Gary LaFranchi    | Finalização (chave de braço)                   | Valor Fighting – Showdown at Cache Creek II | 15/09/2006 | 1     | 1:47  | Brooks, Califórnia      |                                              |
| NC      | 10–3 (1)  | Bobby Southworth  | Sem Resultado                                  | Strikeforce: Revenge                        | 09/06/2006 | 1     | 0:17  | San Jose, California    | Ambos lutadores caíram do cage.              |
| Vitória | 10–3      | William Hill      | Decisão (unânime)                              | IFC: Caged Combat                           | 01/04/2006 | 3     | 5:00  | Sacramento, California  |                                              |
| Derrota | 9–3       | Lodune Sincaid    | Decisão (unânime)                              | WEC 19: Undisputed                          | 17/03/2006 | 3     | 5:00  | Lemoore, California     |                                              |
| Derrota | 9–2       | Stephan Bonnar    | Finalização (kimura)                           | UFC Fight Night 3                           | 16/01/2006 | 1     | 4:30  | Las Vegas, Nevada       |                                              |
| Vitória | 9–1       | Terry Martin      | Nocaute (joelhada voadora)                     | UFC 54: Boiling Point                       | 20/08/2005 | 2     | 0:09  | Las Vegas, Nevada       | Estreia nos Meio Pesados                     |
| Vitória | 8–1       | Doug Marshall     | Nocaute (joelhada)                             | WEC 15: Judgment Day                        | 19/05/2005 | 2     | 0:45  | Lemoore, California     | Defendeu o Cinturão Peso Pesado do WEC.      |
| Derrota | 7–1       | Mike Kyle         | Nocaute (soco)                                 | UFC 51: Super Saturday                      | 05/02/2005 | 1     | 1:55  | Las Vegas, Nevada       | Estréia no UFC.                              |
| Vitória | 7–0       | Houssain Oushani  | Nocaute (soco)                                 | WEC 12: Halloween Fury 3                    | 21/10/2004 | 1     | 2:27  | Lemoore, California     | Defendeu o Cinturão Peso Pesado do WEC.      |
| Vitória | 6–0       | Jody Poff         | Nocaute Técnico (socos)                        | WEC 11: Evolution                           | 20/08/2004 | 1     | 1:44  | Lemoore, California     | Ganhou o Cinturão Peso Pesado do WEC.        |
| Vitória | 5–0       | Bo Cantrell       | Nocaute (joelhada)                             | Gladiator Challenge 24                      | 20/03/2004 | 1     | 2:39  | Hopland, Califórnia     |                                              |
| Vitória | 4–0       | Scott Smith       | Nocaute (socos)                                | Gladiator Challenge 22                      | 12/02/2004 | 1     | 2:21  | Colusa, Califórnia      |                                              |
| Vitória | 3–0       | Pete Werve        | Nocaute Técnico (interrupção médica)           | Gladiator Challenge 20                      | 13/11/2003 | 1     | 5:00  | Colusa, Califórnia      |                                              |
| Vitória | 2–0       | Allen Scoville    | Finalização (chave de braço)                   | Gladiator Challenge 18                      | 21/08/2003 | 1     | 2:42  | Colusa, Califórnia      |                                              |
| Vitória | 1–0       | Bo Cantrell       | Nocaute Técnico (golpes)                       | Gladiator Challenge 16                      | 01/06/2003 | 1     | 2:54  | Colusa, Califórnia      | Estreia no MMA.                              |